# Lamine Khene
Abderrahmane Khene, dit Lamine Khene, né le 6 mars 1931 à Collo, mort le 14 décembre 2020 à Alger, est un homme politique algérien.

## Biographie
Militant au sein du PPA/MTLD, Lamine Khene étudie la médecine à l'Université d'Alger. Cofondateur de l'Union générale des étudiants musulmans algériens (UGEMA) en 1955. Partisan de la grève des étudiants en 1956, il rejoint l'ALN dans la wilaya II où il met en place le système de  santé. Membre du CNRA, il est membre du GPRA en septembre 1958. Il rejoint la Tunisie en 1959.
À l'indépendance il est nommé président de l'Organisme Saharien (Organisme de coopération algéro-français chargé de la mise en valeur des richesses du sous-sol algérien) à partir de 1962 puis de l'Office de coopération industrielle (OCI) . De 1966 à 1970 il est ministre des Travaux publics. Il exerce la médecine à l'hôpital Mustapha de 1971 à 1972. Il est SG de l'OPEP en 1973 et 1974, puis Directeur exécutif de l'ONUDI de 1975 à 1985.

## Fonctions
- 1958-1960 : Membre du GPRA
- 1966-1970 : ministre des Travaux publics et de la Construction
- 1973-1974 : Secrétaire général de l'OPEP
- 1975-1985 : Directeur exécutif de l'ONUDI